# 磐船村
磐船村（いわふねむら）は、大阪府北河内郡にあった村。現在の交野市の南東部、学研都市線・河内磐船駅の南東一帯にあたる。

## 地理
- 河川：天野川

## 歴史
- 1889年（明治22年）4月1日 - 町村制の施行により、交野郡森村・傍示村・寺村・私市村の区域をもって発足。
- 1896年（明治29年）4月1日 - 所属郡が北河内郡に変更。
- 1939年（昭和14年）7月1日 - 交野村と合併して交野町が発足。同日磐船村廃止。

## 交通

### 鉄道路線
- 鉄道省
  - 片町線
    - 河内磐船駅
- 交野電気鉄道（現・京阪電気鉄道）
  - 交野線
    - 交電磐船駅 - 河内森駅 - 私市駅

なお交電磐船駅は磐船村の合併後、京阪神磐船駅を経て廃止されている。

### 道路
現在は旧村域を第二京阪道路が通過するが、当時は未開通。

## 名所・旧跡・観光スポット・祭事・催事
- 獅子窟寺
- 磐船神社